# 男子漢 (1998年歌曲)
男子漢是1998年華特迪士尼動畫工作室動畫電影《花木蘭》的插曲，由馬修·威德作曲、大衛·吉波作詞，並收錄於電影原聲帶專輯《花木蘭：電影原聲帶》中。歌曲由美國歌手唐尼·奧斯蒙演唱軍官李翔（原配音員為黃榮亮）。此外，歌曲中還有其他配音貢獻，包括李翔的女主角木蘭的歌聲由莉亞·莎隆嘉詮釋、木須龍（Mushu）的台詞由艾迪·墨菲配音，以及姚（Yao）、錢坡（Chien-Po）和阿寧（Ling）分別由哈維·菲爾斯坦（Harvey Fierstein）、傑瑞·湯多（Jerry Tondo）以及馬修·威德本人演唱。另外，木須龍在歌曲中有一段台詞，而其他角色則僅有演唱部分。
男子漢是為了取代電影前任作曲家斯蒂芬·施瓦茨創作的另一首歌曲，由於他同時參與梦工厂动画《埃及王子》的配樂工作而在高層施壓下離開項目。威德與吉波接手工作後看到了施瓦茨受到該曲歌名啟發而展開創作，初稿立即獲得工作室的認可。奧斯蒙之前曾試鏡迪士尼《大力士》中的主角，但因被導演認為聲音太低沉而未被錄用。迪士尼最後選擇奧斯蒙為李翔的歌唱配音，原因是他的歌聲與黃榮亮的講話聲線相似。男子漢是首節奏明快的軍樂風歌曲，融東西方元素於一爐，並使用於李翔正對部隊進行體能訓練的蒙太奇片段中。歌名具有反諷意味，因為女扮男裝的花木蘭最後依憑她的智慧，向其他男性同袍證明自己能力更勝一籌，包括後來對她展示好感的李翔，而歌詞主要有關男子氣概。
男子漢和奧斯蒙的歌聲獲得電影和音樂評論家的普遍好評，一些更稱其為全片和迪士尼最佳歌曲（《Total Film》、《紐約郵報》）。評論家們還將此歌曲與迪士尼《大力士》中的音樂進行比較，並將木蘭的角色與黛米·摩尔在《魔鬼女大兵》（1997年）中飾演的喬丹·奧尼爾中尉的轉變相提並論。此歌曲在電影評論家、電影歷史學者、學術記者和女性主義者的討論中持續獲得關注，並被多次翻唱，包括由香港藝人成龍演唱的國語版及粵語版。

## 創作與錄製
男子漢由作曲家馬修·威德（Matthew Wilder）與作詞家大衛·吉波（David Zippel）共同創作，兩人是迪士尼為了《花木蘭》特別延攬的音樂製作人，目的是為電影注入多元的音樂風格。導演們對吉波在《大力士》中出色的詞作印象深刻，因此選中這位百老匯劇場詞作家，而威德則以其流行單曲Break My Stride聞名。據導演托尼·班克羅夫特表示，兩人截然不同的音樂風格正是這首歌曲展現獨特魅力的原因。

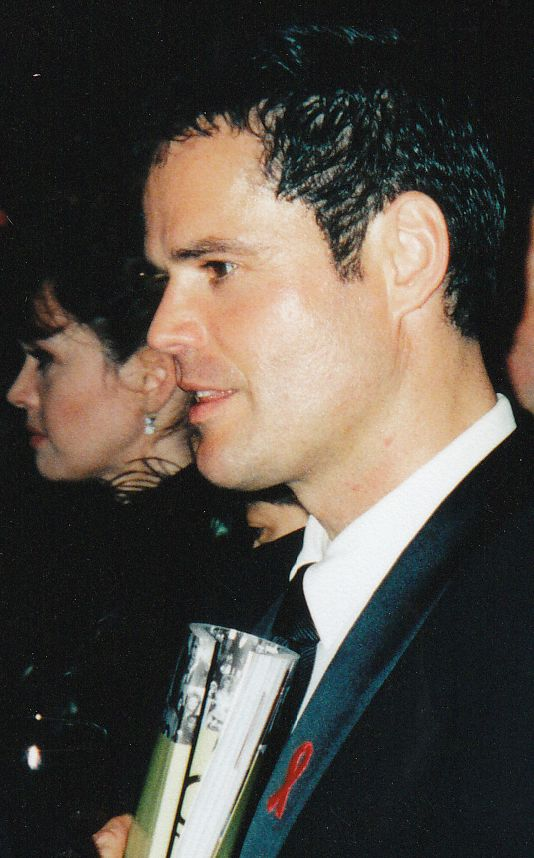
導演選擇美國歌手唐尼·奧斯蒙為李翔擔任歌唱聲音，因為奧斯蒙與黃榮亮的聲音相當相似。此前，奧斯蒙曾參與迪士尼《大力士》主角的試鏡，但因為他的聲音聽起來「太老」而被拒絕。

原本迪士尼計畫由知名作詞家斯蒂芬·施瓦茨為《花木蘭》創作歌詞，他甚至為訓練場景寫好了一首名為We'll Make a Man of You的歌曲。然而，由於施瓦茨同時接下梦工厂动画電影《埃及王子》的工作，华特迪士尼公司高層（彼得拉·施奈德與邁克·艾斯納）要求他退出項目。隨後，威德和吉波接手，並以「I'll Make a Man Out of You」這個帶有反諷意味的標題為靈感，展開創作。吉波認為，這個標題完美捕捉了木蘭的性別與「成為男人」這個概念間的對比，這讓他對這首歌的成功充滿信心。
在作曲上，威德採用了大膽的手法，將中國傳統大鼓的節奏與軍隊戰鼓相結合，創造出融合東西方元素的軍旅旋律。同時，吉波在歌詞中融入自然隱喻，例如「咆哮的火焰」、「洶湧的河流」和「猛烈的颱風」，用來展現李翔的內心世界與領導風範。這首歌曲的初版Demo由威德親自錄製，隨後交由百人管弦樂團與男聲合唱團進行編排與演出，指揮工作由保羅·巴克馬斯特負責。
唐尼·奧斯蒙在錄製前，曾參與迪士尼《大力士》主角的試鏡，但由於聲音「過於成熟」未被錄用。他後來接受《人物》雜誌訪問時透露，這次試鏡讓他感到非常尷尬，甚至一度考慮提前結束歌唱事業。幾個月後，迪士尼製作團隊比對了奧斯蒙與李翔配音演員黃榮亮的試音帶，發現兩人的聲音非常相似，於是邀請他擔任李翔的演唱配音。在錄製過程中，奧斯蒙為了模擬「被擊中腹部」的真實聲音，甚至親自用拳頭猛擊自己的肚子，為錄音注入更多真實感。

## 背景與在《花木蘭》中的使用
男子漢由李翔（Captain Li Shang）在木蘭訓練蒙太奇（training montage）中演唱，這段場景也被稱為電影的「軍營訓練段落」。場景描繪了李翔努力訓練一群毫無經驗的士兵，希望將這些新兵轉變成精銳軍隊。李翔承諾要將這些「烏合之眾」訓練成真正的男人，並暗示除非他們學會戰鬥，否則依然只是孩子，而此時李翔並不知木蘭其實是女性。這段音樂劇情橋段以壓縮戲劇時間與豐富敘事張力的方式，代替單純對話，更具吸引力。
場景起始於李翔將一支箭射向高高的木樁頂端，要求士兵挑戰取回箭。所有人均失敗，直到木蘭運用她的機智成功完成挑戰。根據維多利亞·弗拉納根在《Into the Closet: Cross-Dressing and the Gendered Body in Children's Literature and Film》的分析，木蘭能成功取回箭，正是因為她將女性特質融入男性化的表現中，展現了創造力。場景結尾展示了士兵們能力的顯著提升，並呈現他們訓練的成果。在電影結尾的幽默反轉中，木蘭與男性同袍偽裝成宮廷妃子潛入皇宮拯救皇帝，此時男子漢的旋律再次作為背景音樂響起。
評論家認為，這段場景展現了木蘭從笨拙的新兵逐漸成為最優秀士兵的成長與蛻變，成功突破了性別的限制。《Literacy, Play and Globalization: Converging Imaginaries in Children's Critical and Cultural Performances》指出，這段蒙太奇將木蘭的性別描繪成「需要克服的障礙」。菲莉絲·弗魯斯在《Beyond Adaptation: Essays on Radical Transformations of Original Works》中提到，士兵必須經過嚴格的訓練，這在許多電影中是常見設定，而木蘭化名平（Ping）的角色則面臨缺乏經驗的挑戰。胡安妮塔·郭在《Film Asia: New Perspectives on Film for English》中認為，這段場景的諷刺在於，儘管木蘭是女性，但她的能力最終超越所有男性士兵。她進一步指出，歌曲的第一段副歌與李翔畫面相伴，而第二段則與木蘭成功攀上木樁的場景相呼應。
約翰森·喬在《Diversity in Disney Films: Critical Essays on Race, Ethnicity, Gender, Sexuality and Disability》中指出，Honor to Us All強調女性性別的建構，而男子漢則鮮明對比，突顯性別作為文化產物的概念。《The Representation of Gender in Walt Disney's "Mulan"》認為，這首歌強調了理想男性應具備的特質，包括紀律、冷靜、敏捷、力量與無畏。而《Putting the Grail Back into Girl Power: How a Girl Saved Camelot, and Why it Matters》則認為，李翔將女性特質視為弱點的象徵。
麗莎·布洛克爾班克在《Disney's "Mulan"—the "True" Deconstructed Heroine?》中提到，這首歌探討了「異化」、「排擠」與「被排斥」等主題。《今日美國》的漢娜·雅莎羅夫認為，木蘭這個角色用以反駁「男性氣概是唯一能在戰爭中取得勝利的途徑」的觀點。
馬修·威德解釋，製作團隊試圖將「極端男性氣概」與海軍陸戰隊訓練場景的特質結合，並以中國軍隊為背景創作這首歌。評論家指出，男子漢的場景與《大力士》（1997）中的訓練蒙太奇，以及黛米·摩尔在《魔鬼女大兵》中飾演的喬丹·奧尼爾的轉變情節有相似之處。《Ways of Being Male: Representing Masculinities in Children's Literature》提到，雖然《花木蘭》與《大力士》均以展現男性身體的能動性為主題，但因木蘭的性別身份，《花木蘭》展現出更複雜的詮釋。影評人麥克·德奎納則認為，木蘭的轉變以短短一段激昂的音樂蒙太奇完成了其他電影需花費更長時間鋪陳的效果，顯得格外高效。

## 音樂與歌詞
男子漢是一首用常拍創作、每分鐘114拍的歌曲，以G大調作為開場，被認為是一首「英雄式的力量抒情歌」和帶有國歌特質的作品。這首歌以輕快的節奏和「澎湃激昂」的旋律吸引人，作曲家馬修·威德本人形容它是「非常特殊的流行歌曲」。根據《迪士尼歌曲百科全書》的描述，這是一首「節奏感十足的軍事風格歌曲」。
歌曲開場以軍事風格的鼓聲引入，緊接在電影原聲專輯中抒情的心湖倒影之後，形成了一種節奏分明的對比效果。影評網站Filmtracks.com指出，這首歌與電影中另一首歌曲佳人歡迎我一樣，巧妙運用了木蘭女扮男裝的秘密，並以諷刺的方式突出了這一情節。作者傑弗瑞·甘茲認為，這首歌與女性群唱的Honor to Us All形成對照，呈現了性別觀念作為文化產物的特徵。
當歌曲進入最後的副歌段落時，調性從F小調轉為更高音階，接近尾聲時，伴奏暫時靜音，使唐尼·奧斯蒙的演唱更為突出。他的音域涵蓋了一個八度，從D3到G#4。歌曲的結構包括兩段主歌、一段橋段、一段副歌，以及多次重複的合唱部分，總長度為3分21秒。
《娱乐周刊》認為這是整部電影中「最熱血沸騰的高潮」，而Victoria Flanagan在其著作《走進衣櫃：兒童文學與電影中的異性裝扮與性別身體》中將其形容為「對傳統男性氣質的戲謔模仿」。《今日美國》的漢娜·雅莎羅夫則表示，這首歌以輕鬆幽默的方式討論了性別歧視。
歌詞由大衛·吉波撰寫，探討了「過度男性化」的議題，並通過木蘭的角色挑戰傳統性別觀念。歌詞中，尚不斷重複「I'll make a man out of you」，強調「成為男子漢」的核心理念。 根據《Beyond Adaptation: Essays on Radical Transformations of Original Works》，這些歌詞同時帶有一絲黑暗色彩，在慶祝男性力量的同時，也暗示擁有火焰般力量的人如月亮的暗面般神秘且難以掌控。在這段歌詞中，Osmond以堅毅的演唱風格搭配充滿陽剛之氣的合唱團反覆高喊「Be a man！」，三個和弦與「像江河般迅速」及「如颱風般充滿力量」的歌詞相結合，營造出雄壯激昂的氛圍。此曲的「Be a man」副歌段落被《娱乐周刊》的瑪琳·李·連克認為是全曲中最具代表性的時刻。

## 國際版本

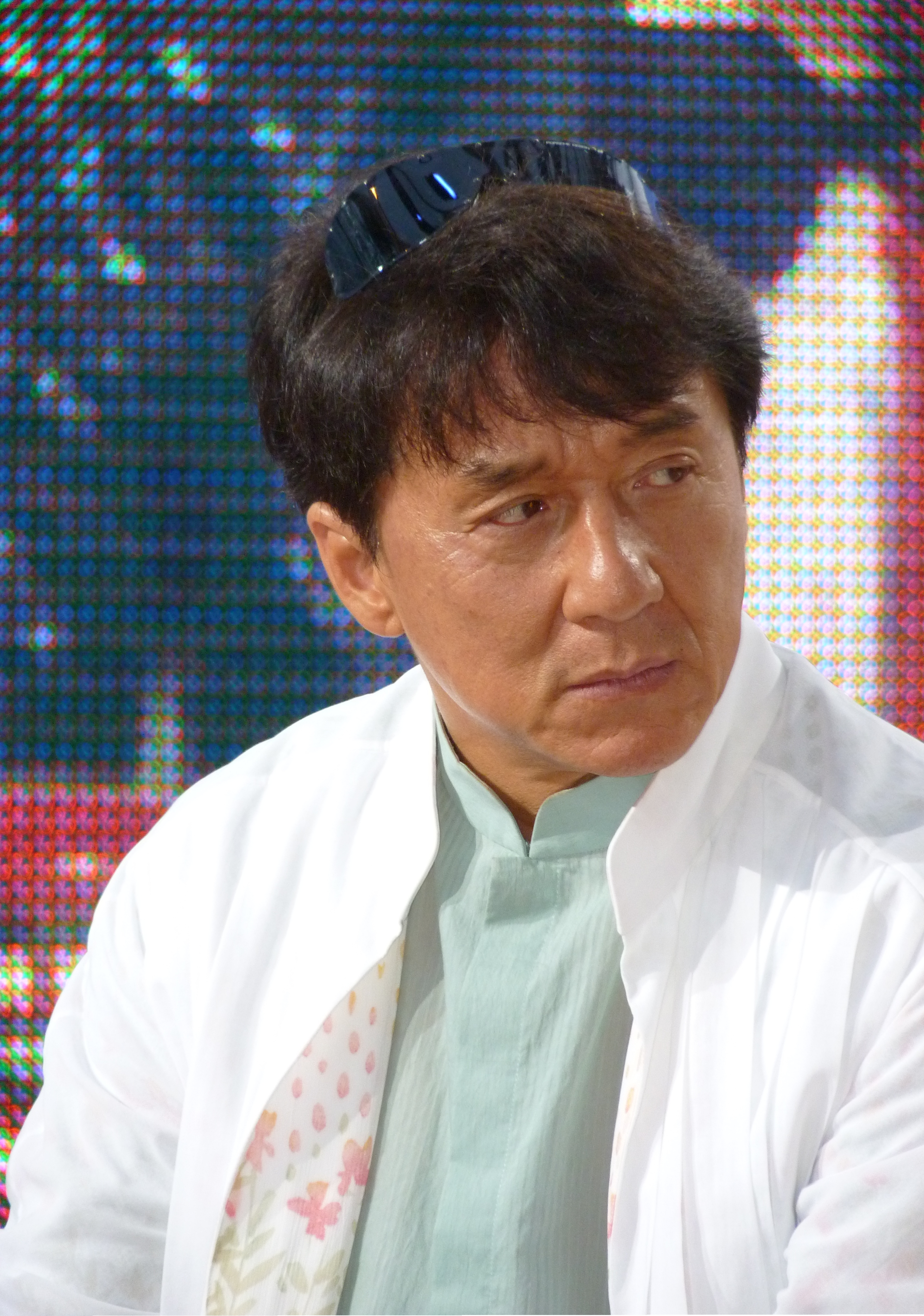
香港演員成龍為《花木蘭》錄製了這首歌的普通話與粵語版本的，這些版本被用於台灣、香港與中國大陸上映的版本中。成龍的演繹普遍獲得了正面的評價，展現了他在歌唱與表演方面的多才多藝。

香港演員成龍受邀為李翔配音，並錄製了男子漢的普通話與粵語版本。在《花木蘭》的特別版DVD中，還收錄了一支成龍演唱這首歌曲的音樂錄影帶，錄影帶中加入了以武術為靈感的動作編排，展現出強烈的視覺效果。成龍的演出獲得了廣泛好評。電影網站ComingSoon.net的影評人史考特·奇特伍德（Scott Chitwood）形容成龍的版本是「成龍迷一定會喜愛的有趣補充」，而《達拉斯晨報》（The Dallas Morning News）的南茜·查寧（Nancy Churnin）則讚譽成龍的表現「非常出色」。
此外，特別版DVD還收錄了多語言版本的男子漢，展示了原先為電影錄製的30種語言中的16種版本。這些國際版本不僅讓電影的音樂更加多元化，也進一步鞏固這首歌在全球不同文化中的吸引力，成為迪士尼音樂作品中的經典代表之一。

## 評論反應
男子漢自推出以來，普遍受到影評人與音樂評論家的讚賞。根據音樂評論網站Sputnikmusic的Irving Tan所言，這首歌的副歌充滿「咆哮般的力量」，是後《花木蘭》時期的流行音樂中無可匹敵的存在。電影網站ComingSoon.net的史考特·奇特伍德（Scott Chitwood）形容這首歌是一首「激勵人心、充滿睾酮氣息的作品」，並認為配合的場景充滿了幽默感。《娱乐周刊》的歐文·格萊伯曼（Owen Gleiberman）則稱這首歌擁有「不可思議的感染力」，是電影中唯一能突破迪士尼一般公式化風格的歌曲。
許多評論家對於唐尼·奧斯蒙的演唱表現讚譽有加。《Deseret News》的Jeff Vice指出，奧斯蒙的歌聲與李翔的配音演員黃榮亮「聲音相似得令人驚訝」。《刀鋒報》（The Blade）的湯姆·亨利（Tom Henry）稱奧斯蒙的演出「非常扎實」，而Lloyd Paseman在《Register-Guard》的評論中更是將這首歌列為他的個人最愛。
《Men's Fitness》的Chris Giblin將男子漢列為「電影史上最佳訓練蒙太奇歌曲」之一，並認為其歌詞是任何體能或運動場景中最具震撼力的創作。即使在迪士尼官方的描述中，也將這首歌稱為「史詩級的傳奇之作」，一旦響起就讓人忍不住跟著高聲合唱。
儘管《TV Guide》將《花木蘭》的歌曲稱為電影的「弱點」，但文章也指出這些音樂作品「帶著一種幾乎是戲謔的眼神，與電影的次文本主題完全吻合」，並總結說男子漢聽起來像是「村民樂隊」的作品。《西雅图时报》的莫伊拉·麥克唐納（Moira Macdonald）批評威德（Wilder）與吉波（Zippel）的歌曲「毫無記憶點」，甚至形容男子漢是「令人惱人的作品」。《The Phoenix》的傑佛瑞·甘茲（Jeffrey Gantz）認為，「唐尼·奧斯蒙展現了一些硬漢氣質，但他的聲音仍然帶有一種典型的『白人西方』特徵。」同樣，Amazon.ca的傑森·弗林德（Jason Verlinde）評論說：「可惜的是，唐尼·奧斯蒙的聲音，局限於像男子漢這樣的頌歌，並沒有真正提升電影的故事張力。」

## 現場表演與翻唱
2017年4月，唐尼·奧斯蒙於《與星共舞》第24季的迪士尼主題特輯中現場演唱男子漢。這場表演搭配參賽者诺曼妮和職業舞者瓦爾·齊默科夫斯基（Val Chmerkovskiy）的鬥牛舞。兩人最終獲得評審49分的高分，成為當晚的最高得分組別。值得一提的是，奧斯蒙本人曾於第九季的《與星共舞》中奪冠。
2014年10月，YouTuber Esquirebob 上傳了一段惡搞版的I'll Make a 'Mon Out of You，將這首歌與《寶可夢》結合，創造出一段結合《花木蘭》和《寶可夢》的搞笑影片。影片中，數碼寶貝角色加布獸（Gatomon）模仿《寶可夢》的喵喵（Meowth），而小智（Ash）扮演訓練者（類似於李翔上尉）。Smosh形容這部影片為「完美的跨界融合」。同樣在2014年，YouTube頻道TeamFourStar也推出了一段《七龍珠》版本的改編。
2020年真人版《花木蘭》雖未收錄這首歌曲，但影迷剪輯了新版訓練場景，搭配經典原聲音樂，重新演繹了男子漢。該粉絲版本由Blue Hippo Films製作，獲得許多正面反饋。4月16日，奧斯蒙參加了《迪士尼家庭大合唱》（The Disney Family Singalong），在家中再次表演這首歌。
2020年9月14日，一部由台灣南山高中學生在2013年拍攝的創意影片再度在網路上引發熱議。該影片以中文版男子漢作為背景音樂，忠實重現了迪士尼動畫電影《花木蘭》的經典場景。學生們利用簡單的道具搭配精湛的剪輯技術，成功完成了這部長達3分35秒的作品。影片中的成龍中文版演唱與動畫中的動作和節奏精準同步。這部影片憑藉創意與幽默感贏得了廣泛好評。特別是在2020年迪士尼真人版《花木蘭》引發諸多爭議的背景下，藉由YouTube的推薦演算法再度受到關注，截至2025年1月，觀看次數已突破247萬次。許多網友對影片的製作讚譽有加，留言提到「象棋的橋段雖然顯示出經費有限，但創意十足」，甚至有觀眾表示「寧願花錢進電影院看這部學生版改編」。

## 影響與傳承
《Total Film》將這首歌列為「30首最佳迪士尼歌曲」的第29名，而《M》雜誌則將其排在「史上最佳20首迪士尼歌曲」的第20名。作者Stephanie Osmanski指出，她最喜愛的歌詞是：「Did they send me daughters when I asked for sons?」（當我要求兒子時，他們卻送來女兒？）。流行文化網站PopSugar也將這首歌評為「第19名最洗腦的迪士尼歌曲」，而《娱乐周刊》的讀者更在2012年將其票選為「史上20首最偉大迪士尼歌曲」的第18名。對此，奧斯蒙在臉書上幽默地回應：「在我孫子們眼中，這絕對是我最偉大的成就！」不僅如此，《今日美國》的漢娜·雅莎羅夫也高度評價這首歌，稱其為「流行文化中的經典時刻」。
《帝國雜誌》將男子漢中的訓練蒙太奇列為「電影史上最棒的20大訓練蒙太奇」的第14名，稱其成功地呈現了「木蘭與戰友從笨拙的新兵到無畏戰士的轉變，只用了短短兩分鐘。」同樣地，《Men's Fitness》也將此歌曲列入最經典的訓練場景之一，強調動畫電影如《花木蘭》和《大力士》在展現蒙太奇藝術上有其獨特之處。
2018年，《娱乐周刊》撰稿人Maureen Lee Lenker指出，這首歌自推出以來便始終是粉絲們的「永恆最愛」，即使比起傳統迪士尼歌曲節奏更為明快，也絲毫未減其受歡迎程度。影星黛西·蕾德莉更透露，這首歌是她拍攝動作場景前的熱身曲目，特別是在2015年《STAR WARS：原力覺醒》中飾演Rey時，她會藉由這首歌感受力量，並與木蘭找到內心堅韌的過程產生共鳴。
媒體對於2020年真人版《花木蘭》未能包含歌曲，尤其是男子漢，表達了遺憾。漢娜·雅莎羅夫在《今日美國》中寫道：「任何能讓這首歌再次流行的理由，我們都樂見其成。」她甚至將這首歌列為真人版應該效仿動畫版的第二大理由。儘管真人版電影中未直接演唱這首經典歌曲，但其部分歌詞作為台詞，在木蘭的訓練場景中以號召新兵的形式出現。

## 銷售
| 地區                   | 认证    | 认证单位/销量 |
| ---------------------- | ------- | ------------- |
| 英国（英国唱片业协会） | 金      | 400,000‡      |
| 美国（美國唱片業協會） | 2× 白金 | 2,000,000‡    |
| ‡僅含認證的+實際銷量   |         |               |

## 外部連結
- YouTube上的Disney Sing-Along (在Disney的官方頻道)